# Кривина (Прахова)
Кривина (рум. Crivina) насеље је у Румунији у округу Прахова у општини Горгота. Oпштина се налази на надморској висини од 107 m.

## Становништво
Према подацима из 2002. године у насељу је живело 1036 становника, од којих су сви румунске националности.